# 陳朝洋
陳朝洋（1924年6月20日—1988年8月8日），臺灣桃園縣龜山鄉人、宜蘭縣政府建設局水利課技工，在蘇澳鎮新城溪殉職，於當地立碑紀念。

## 資歷

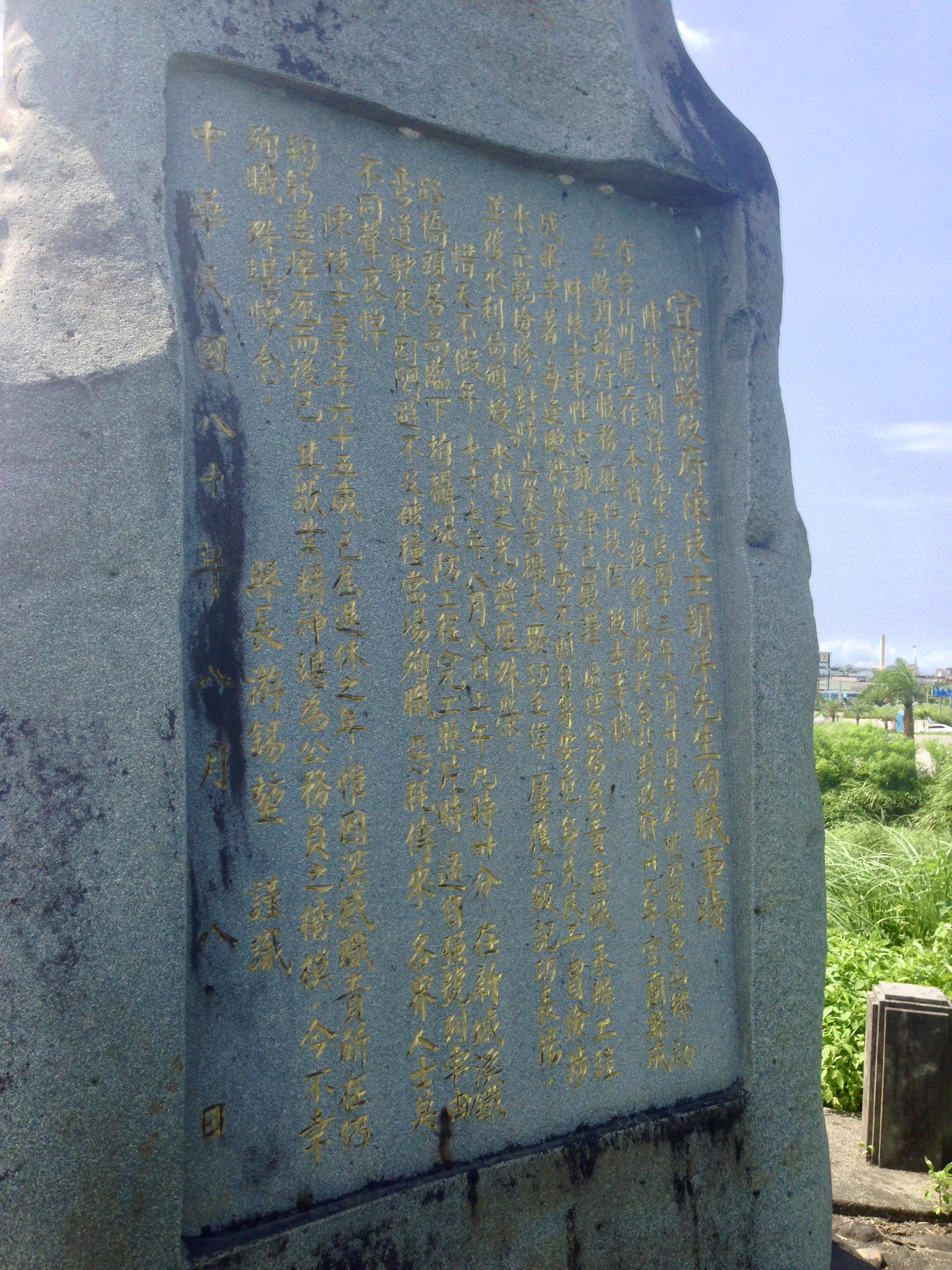
記載有生年日的碑文。

陳朝洋生於桃園龜山，1941年擔任臺北州測工、傭員，1945年轉任臺北縣政府雇員、辦事員，1950年宜蘭縣政府成立，調任縣府建設局水利課辦事員，1954年升技佐，1974年再升技工。其長官水利課長翁燧林回憶，陳技士是不可多得的優秀公務員，每天早上七時多就戴著斗笠、提著水壺和便當出門監工，中午坐在樹下吃便當，從不接受廠商招待，每逢颱風豪雨更主動前往災區搶修。
一次，時任縣長的陳定南下鄉會勘，當座車通過坍塌的農路，路人怕爛泥濺髒衣服而避之，這時一名戴斗笠的人士趕緊抱起一塊大石塊填進凹陷坑洞，讓座車通過。陳縣長好奇之下，問隨行人員哪工人是誰，隨行答稱是「縣政府水利課技士」，便對技士留下深刻印象。

## 殉職
1987年琳恩颱風，陳朝洋發起民工及調用機具在壯圍鄉蘭陽溪堤防搶險，有效防止災害擴大，令災民感激。1988年，臺灣省政府辦理河川管理配合防洪設備考核時，陳朝洋獲評優等成績，由水利局長洪炳麟頒「水利之光」獎。陳朝洋卻因忙於工作，還請翁課長代為領獎，當晚課長特地把獎座送到他家。
頒獎第二天，8月8日早上，陳朝洋與課長揮別後，便前往新城溪鐵路橋頭拍攝堤防完工照片。9點30分，在拍照的陳朝洋受臨近工廠噪音影響，未查察一列從彎道駛來的自強號列車，閃避不及，當場身亡。縣政府中正堂的告別式上，陳定南流下眼淚，特頒新臺幣五十萬元殉職撫卹金。
1991年8月8日早上9點，陳朝洋紀念碑於蘇澳鎮台二線龍德大橋北端揭幕。當天游錫堃以縣長身分親率農業局長許南山、民政局長薛清煇、計畫室主任陳木水等一級主管、職員二十餘人前往，宜蘭農田水利會會長呂天降、水利局第一工程處長陳秉崑、縣議員李坤山和地方人士數十人應邀觀禮，遺屬有十七位參加。
1998年，「忠烈祠入祀辦法」修法，殉職警察、義警、民防人員、消防人員、義消或其他依法令從事公務者，有冒險犯難執行職務或其他忠烈事蹟，都得入祀忠烈祠。在翁燧林提議下，縣政府呈報內政部，2002年3月29日，陳朝洋入祀宜蘭忠烈祠。